# Ржецька Лідія Іванівна
Лідія Іванівна Ржецька (біл. Лідзія Іванаўна Ржэцкая; 1899–1977) — білоруська радянська акторка. Народна артистка СРСР (1955).

## Біографія

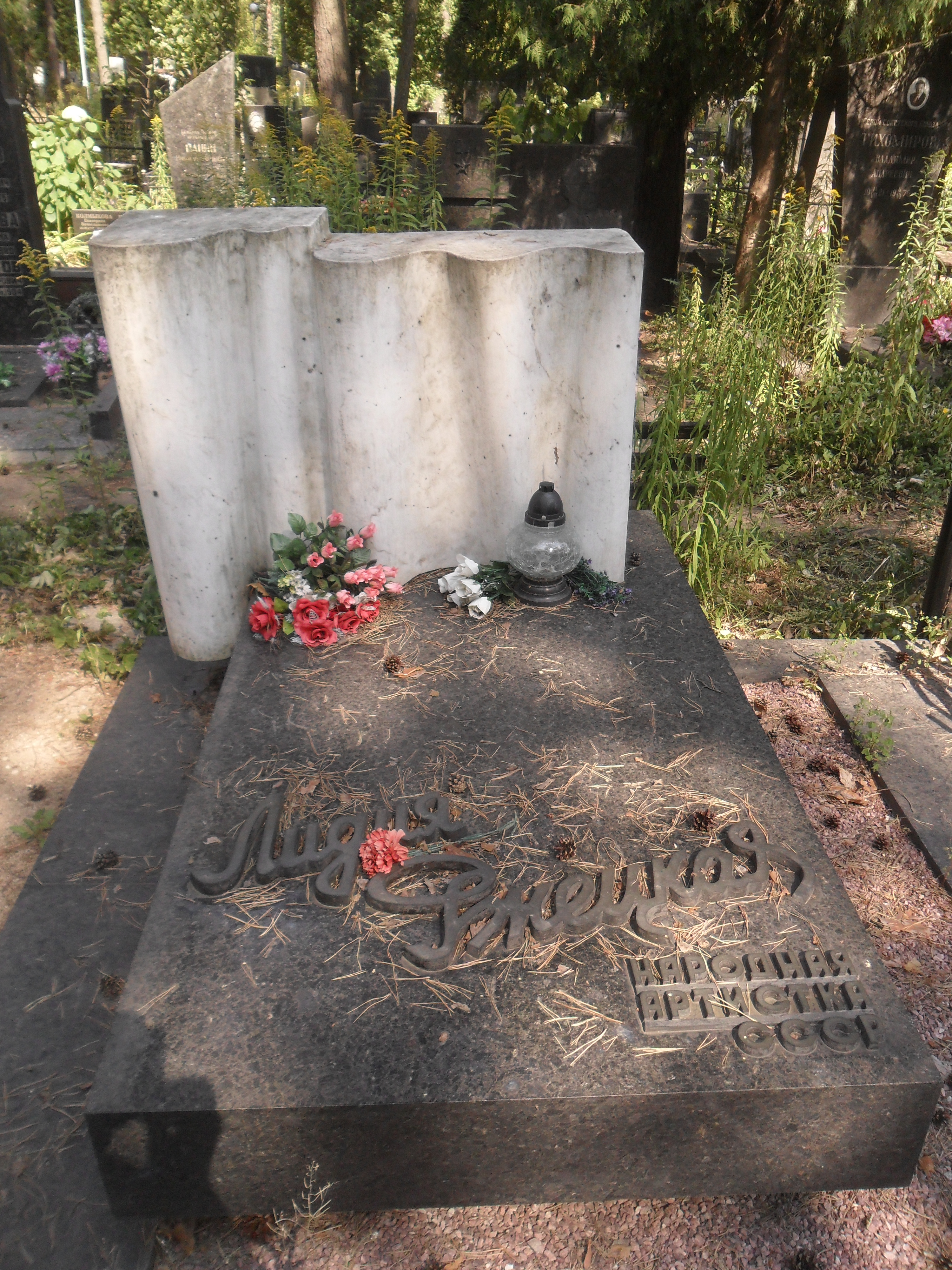
Могила Лідії Ржецької на Східному кладовищі Мінська

Лідія Ржецька народилася 5 (17) квітня 1899 року в Мінську.
Закінчила Маріїнську жіночу гімназію (Мінськ) .
Творчу діяльність почала в 1916 році. З 1917 року  — акторка Білоруського Товариства драми і комедії.
З 1920 року — акторка першого Білоруського державного драматичного театру (нині Національний академічний театр імені Янки Купали, Мінськ). Вихованка режисера Є. А. Мировича.
Знімалася в кіно.
Померла 24 жовтня 1977 року. Похована в Мінську на Східному кладовищі.

## Родина
- Чоловік — Леон Рахленко (1907—1986) — актор, режисер, народний артист СРСР.

## Нагороди та звання

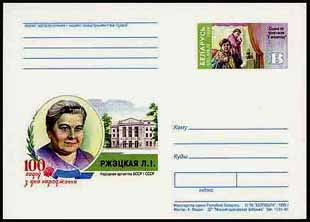
Поштовий конверт Білорусії із зображенням Лідії Ржецької, 1999 рік

- Народна артистка Білоруської РСР (1944)
- Народна артистка СРСР (1955)
- Сталінська премія третього ступеня (1952) — за виконання ролі Авдотьї Захарівни у виставі «Співають жайворонки» К. Кропиви
- Орден Леніна
- Орден Жовтневої Революції (1974)
- Два ордена Трудового Червоного Прапора (1940 — у зв'язку з декадою білоруського мистецтва в Москві; 1948 — у зв'язку з 30-річчям утворення Білоруської РСР)
- Медалі

## Ролі в театрі

### Білоруське Товариство драми і комедії
- «Нахаба» Е. Ожешко — Пронька
- «Розорене гніздо» Я. Купали — Зоська

### Білоруський драматичний театр ім.Я.Купали
- 1927 — «Заколот» Б. Лавреньова — Заїра
- 1934 — «Недоросток» Д. Фонвізіна — Простакова
- 1936 — «Платон Кречет» О. Корнійчука — Ліда
- 1936 — «Вовки та вівці» О. Островського — Мурзавецька
- 1937 — «Останні» М. Горького — Соколова
- 1938 — «Без вини винуваті» О. Островського — Кручиніна
- 1939 — «Хто сміється останнім» К. Кропиви — тітка Катя
- 1939 — «Загибель вовка» Е. Самуйленка — Степанида
- 1944 — «Пізня любов» О. Островського — Шаблова
- 1944 — «Павлінка» Я. Купали — Альжбета
- 1948 — «Московський характер» А. Софронова — Сєверова
- 1952 — «Співають жайворонки» К. Кропиви — Авдотья Захарівна
- 1953 — «Прибуткове місце» О. Островського — Кукушкіна
- 1954 — "Вибачте, будь ласка! " А. Макайонока — Сєверова
- «Заметіль» Л. Леонова — Марфа
- «Соловей» З. Бядулі — Каспариха

## Фільмографія

### Акторка
- 1952 — Павлінка (фільм-спектакль) — Альжбета
- 1953 — Співають жайворонки — Авдотья
- 1954 — Хто сміється останнім — тітка Катя
- 1957 — Наші сусіди — Катерина Василівна
- 1958 — Годинник зупинився опівночі — Варвара Іванівна
- 1966 — Саша-Сашенька — відвідувачка

## Пам'ять
- У 1999 році в Білорусі був випущений поштовий конверт, присвячений 100-річчю Лідії Ржецької.